# Ofterschwang
Ofterschwang là một đô thị ở Oberallgäu bang Bayern thuộc nước Đức.
```
==Tham khảo==
```

1. ↑   Genesis Online-Datenbank des Bayerischen Landesamtes für Statistik Tabelle 12411-001 Fortschreibung des Bevölkerungsstandes: Gemeinden, Stichtage (letzten 6) (Einwohnerzahlen auf Grundlage des Zensus 2011) (Hilfe dazu).